# Сиябусва
Сиябусва (на африкаанс: Siyabuswa) е град в Северна Република Южна Африка, Провинция Мпумаланга, Окръг Нкангала. Административен център на Общината Дж. С. Морока. Населението на града през 2011 г. е 36 882 жители.